# نیو هارتفورد (مینه‌سوتا)
نیو هارتفورد (به انگلیسی: New Hartford) یک منطقهٔ مسکونی در ایالات متحده آمریکا است که در مینه‌سوتا واقع شده است. نیو هارتفورد ۲۶۳٫۰۵ متر بالاتر از سطح دریا واقع شده است.